# Visconde de Tavira

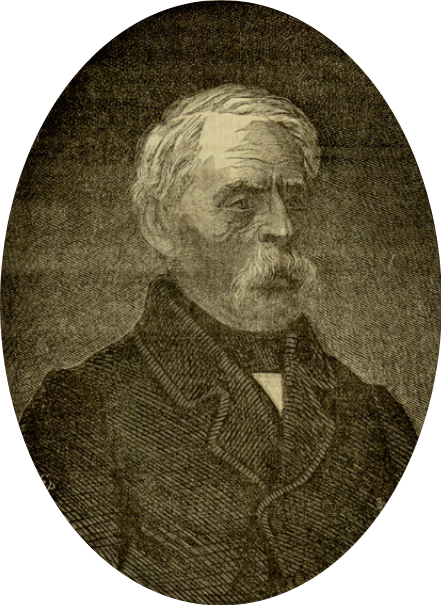
O Visconde de Tavira

Visconde de Tavira é um título nobiliárquico criado por D. Luís I de Portugal, por Decreto de 24 de Julho de 1861, em favor de António de Pádua da Costa e Almeida.
Titulares
1. António de Pádua da Costa e Almeida, 1.º Visconde de Tavira.